# Isabelle Aubret
Isabelle Aubret, született: Thérèse Coquerelle (Lille, 1938. július 27. –) francia énekesnő.

## Pályafutása
Az 1962-es Eurovíziós Dalfesztivál nyertese volt Un premier amour című dalával. Részt vett az 1968-as Eurovíziós Dalfesztiválon is La source című dalával, mellyel a 3. helyen végzett. 
Ezenkívül többször is részt vett a francia nemzeti válogatón. 1961-ben és 1970-ben második helyen végzett, 1976-ban kiesett az elődöntőben, 1983-ban pedig a harmadik helyen zárt.

## Diszkográfia
- 1969: Isabelle Aubret
- 1981: Liberté
- 1984: Le monde chante
- 1987: Vague à l'homme
- 1989: 1989
- 1990: Vivre en flèche
- 1990: Allez allez la vie
- 1991: In love
- 1992: Coups de cœur
- 1992: Isabelle Aubret chante Aragon
- 1993: Isabelle Aubret chante Ferrat
- 1993: C'est le bonheur
- 1995: Elle vous aime
- 1995: Isabelle Aubret chante Brel
- 1997: Isabelle Aubret chante pour les petits et les grands
- 1997: Changer le monde
- 1999: Parisabelle
- 2001: Le paradis des musiciens
- 2001: Bobino 2001
- 2006: Oy Oy Eminem

## Külső hivatkozások
- Hivatalos honlap (francia nyelven)
- Isabelle Aubret az Internet Movie Database oldalain